# Храм Готокудзи
Храм Готокудзи (яп. 豪徳寺) — японский буддийский храм, расположенный в токийском районе Сэтагая. Этот храм связан с легендой о манящей кошке манэки-нэко.

## История
В 1480 году владыка замка Сетагая — Масатада Кира построил храм под названием Котокуин для своего клана. Сначала храм относился к секте Риндзай, но в 1584 году храм перешёл к секте Сото. В 1633 году даймё Хиконэ — Наотака Ии, взял храм под своё покровительство, превратив в храм своего клана Ии.

## Легенда

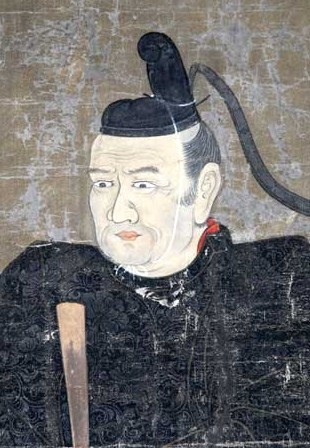
Ии Наотака

В XVII веке в небольшом полуразрушенном храме в токийском районе Сэтагая жил бедный монах. Несмотря на свою бедность, он приютил в храме кошек и делился с ними своей скудной едой.
В 1633 году глава клана Ии — самурай по имени Наотака (1590—1659) отправился на охоту, и когда внезапно разразилась буря он укрылся под могучим деревом возле храма. У ворот храма он заметил белую кошку по имени Тама, которая подняла лапу, как будто пытаясь пригласить самурая в храм. С любопытством он оставил укрытие и вошёл в храм, последовав призыву удивившей его кошки. В храме самурай был тепло принят. Пока высокопоставленный гость и настоятель чаёвничали и вели беседу, за окном разразилась гроза и молния ударила в дерево, под которым стоял самурай, полностью уничтожив большое дерево. Наотака был так благодарен за своё спасение, что объявил себя покровителем храма, отремонтировал его и превратил в храм своего клана. В честь кошки Тамы было построено отдельное строение рядом с основным храмом, как напоминание кому храм обязан своим процветанием. В 1697 году храм переименовали в Гётокудзи.
После смерти кошки Тама, её похоронили на специальном кладбище для кошек. В храме была сделана статуя Манэки-неко, чтобы почтить память этой особой кошки, которой с тех пор поклонялись.

## Описание
Храмовый комплекс находится в токийском районе Сэтагая. Справа от ворот в храмовый комплекс стоит колокольня с колоколом XVII века, а слева — трёхъярусная пагода. Прямо за воротами находится зал Будды. За залом Будды находится главный храм Готокудзи. Справа от храма находится административное здание с пристроенным сувенирным магазином. Слева от зала — одноярусная пагода. На территории комплекса находится храм Тама с фигурами Манэки-нэко. Трёхъярусная пагода с резными кошками была построена в 2006 году. На пагоде вырезаны изображения животных из двенадцати знаков китайского зодиака. В скрытых уголках пагоды нанесены изображения кошек. На территории храма расположено кладбище с гробницей Ии Наотака. Гробница Ии Наотака является национальным историческим памятником.

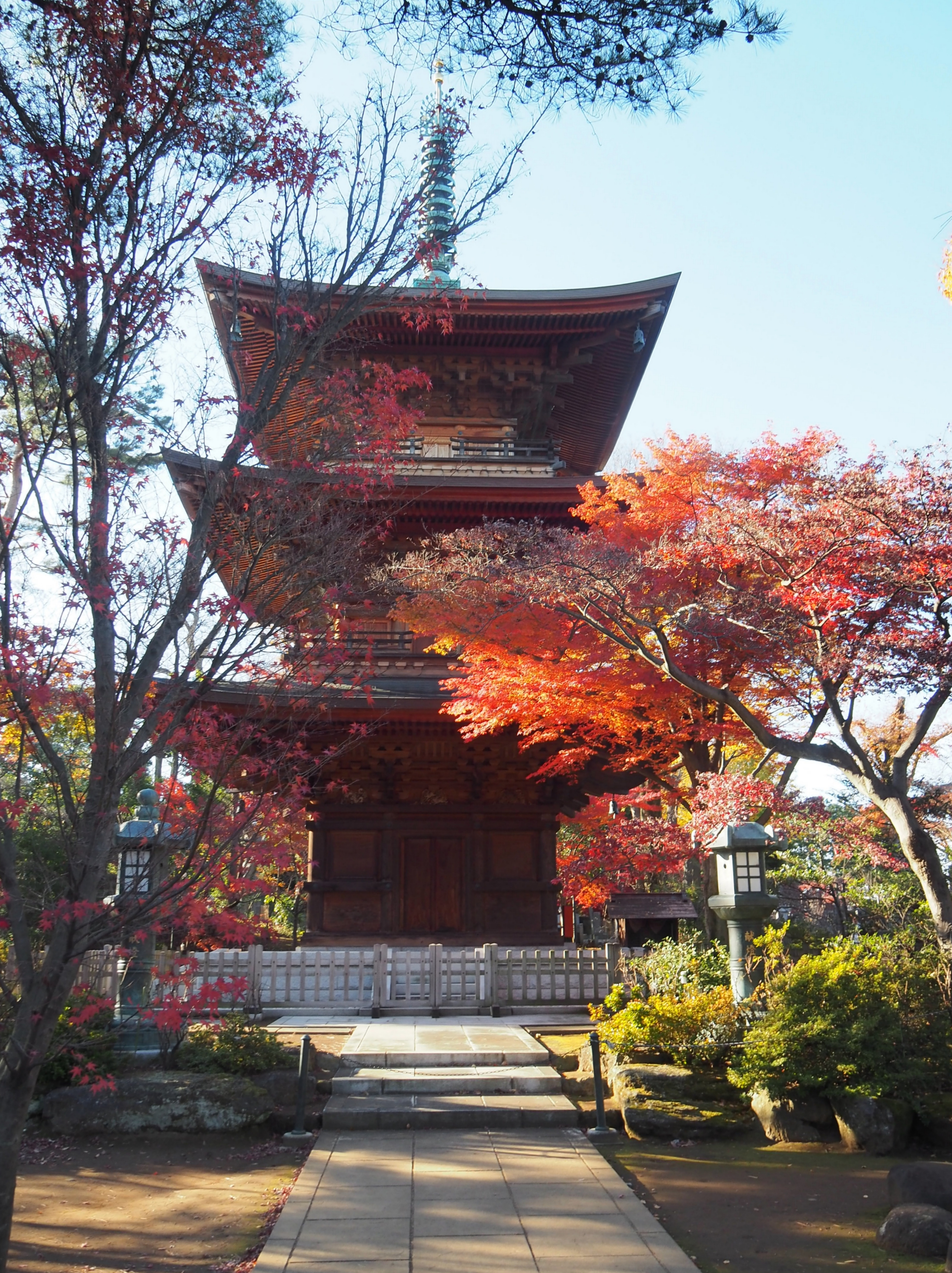
Трёхъярусная пагода
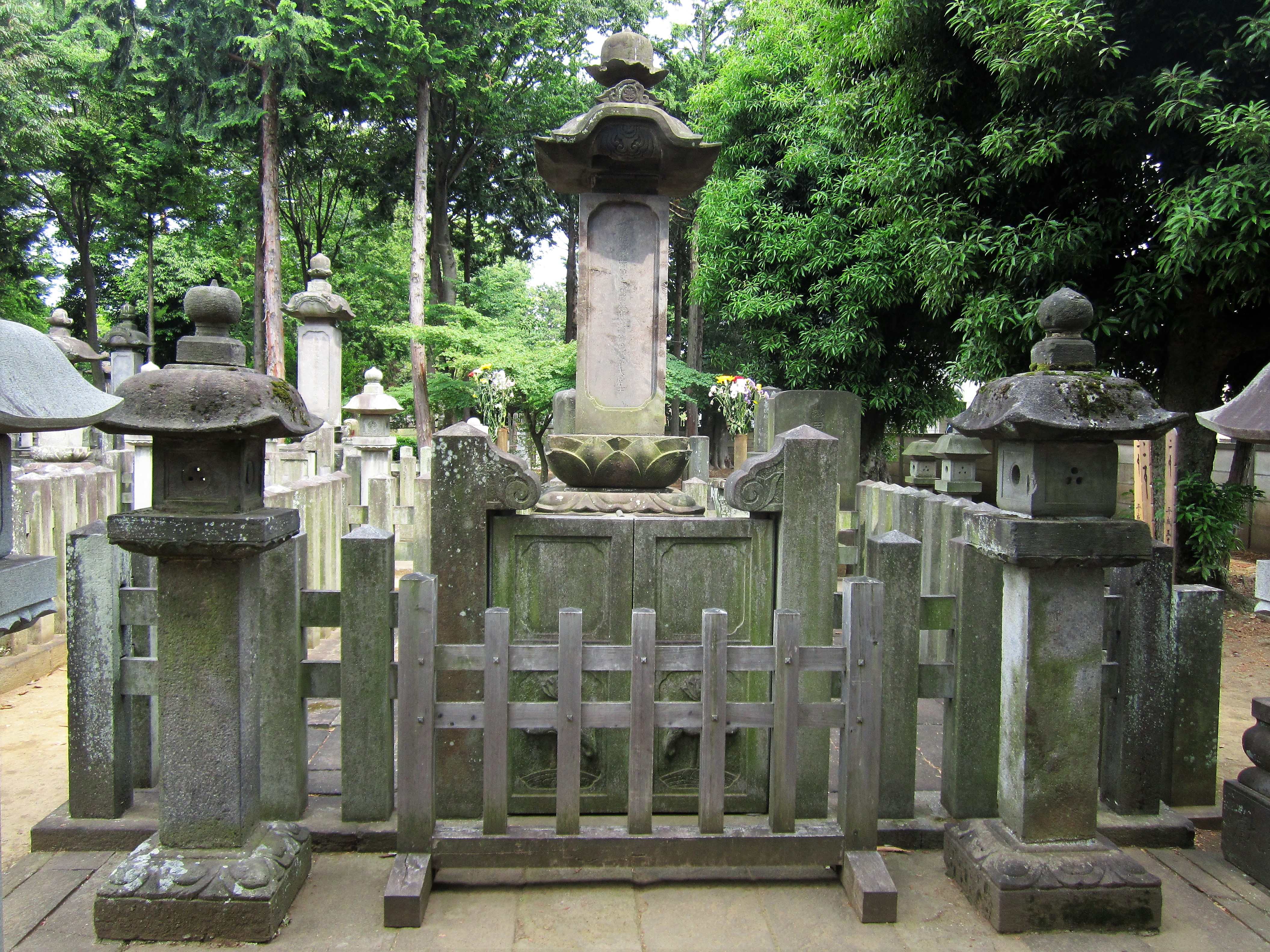
Гробница Ии Наотака
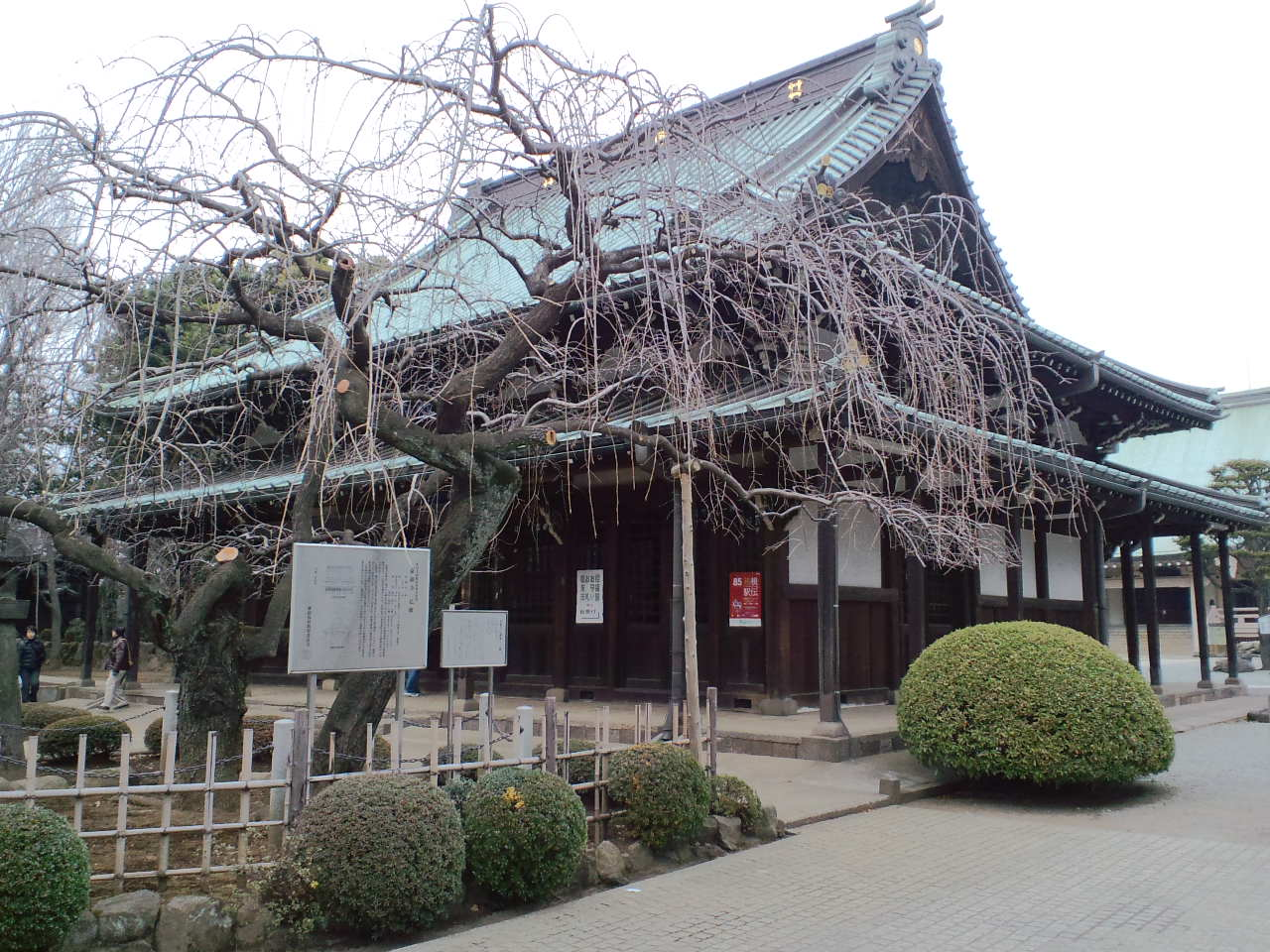
Буддийский храм
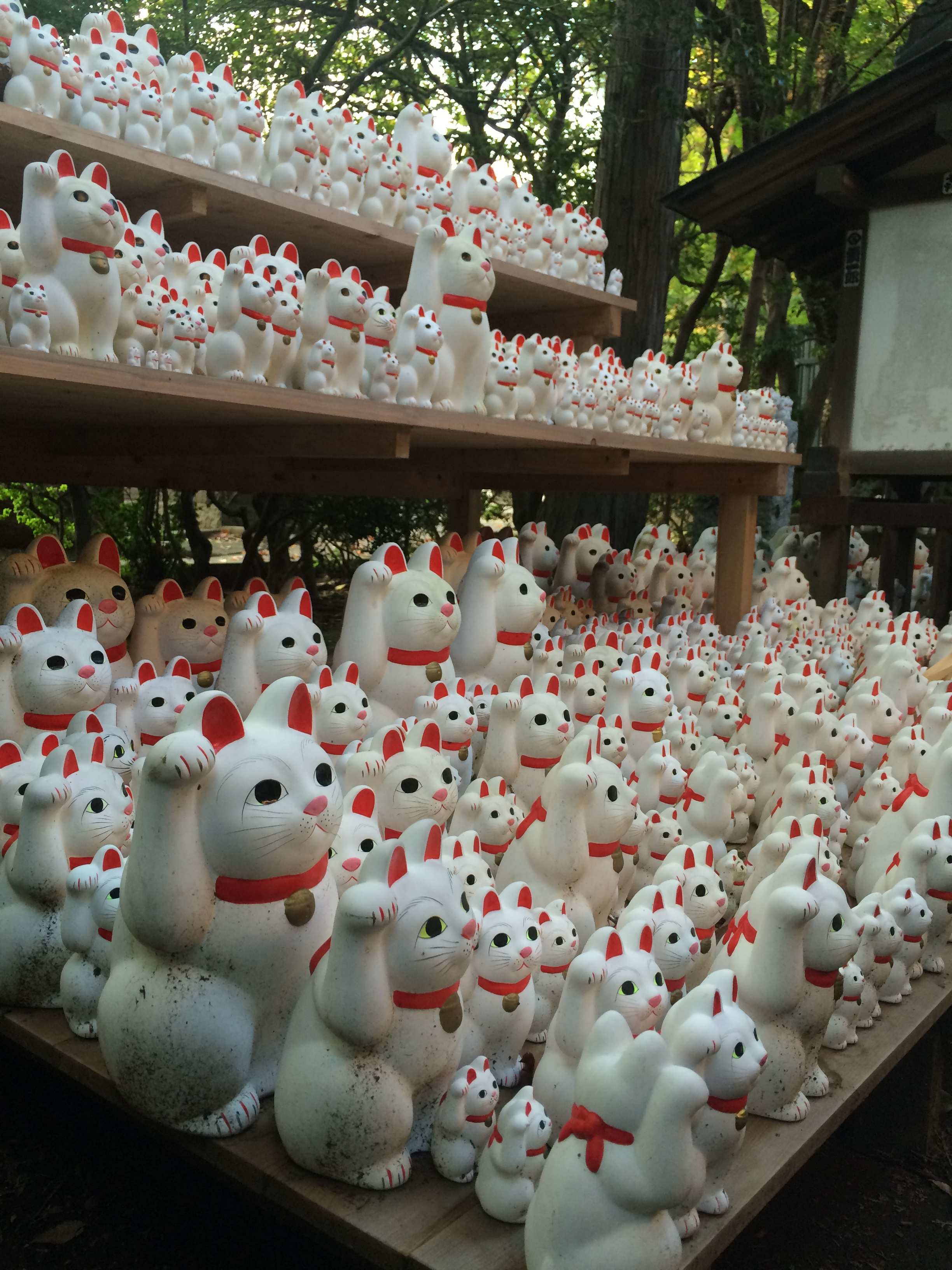
Манэки-нэко в сувенирном магазине храма

В храме в начале каждой весны проводится церемония, посвящённая своему «кошачьему благодетелю», в связи с чем в одном из храмовых зданий продаются особым образом освященные фигурки Манэки Нэко.